# Station Villers-sur-Thère
Station Villers-sur-Thère is een spoorwegstation in de Franse gemeente Allonne.